# Crab Orchard, Kentucky
Crab Orchard är en ort i Lincoln County i delstaten Kentucky, USA. År 2000 hade orten 842 invånare. Den har enligt United States Census Bureau en area på 3,6 km², allt är land.